# Леветцов, Альберт фон
Альберт Эрдманн Карл Герхард фон Леветцов (нем. Albert Erdmann Karl Gerhard von Levetzow; 12 сентября 1827 — 12 августа 1903) — германский политический деятель; ландрат.

## Биография
Альберт Эрдманн Карл Герхард фон Леветцов родился 12 сентября 1827 года в городе Хойна.
В 1877—1884, 1887—1895 годах и с 1898 по 1903 годы — член германского рейхстага. С 1890 года пожизненный член прусской палаты господ; состоял также членом прусского государственного совета (с 1884 года). Принадлежал к консервативной группе, но замечательным беспристрастием сумел расположить к себе все партии, благодаря чему несколько раз был выбираем президентом рейхстага на периоды 1881—1884 и 1888—1895 годов.
В 1894—1895 годах популярность его, однако, сильно и быстро пала. Первым поводом к этому было появление его на празднике в честь открытия нового здания рейхстага (5 декабря 1894 года) в мундире майора ландвера, что, по мнению большей части рейхстага, совсем не соответствовало характеру торжества. На следующий день, открывая рейхстаг, Леветцов провозгласил Hoch в честь императора, когда этого не ожидали, чем вызвал демонстрацию со стороны социал-демократов. По этому поводу Леветцов выразил сожаление, что он не располагает достаточными средствами к наказанию виновных. Прения, последовавшие за этим, не содействовали поднятию престижа Леветцова.
23 марта 1895 года Леветцов предложил рейхстагу поздравить Бисмарка с наступавшей 1 апреля 80-й годовщиной его рождения; предложение, после бурных прений, было отвергнуто большинством 163 голосов против 146. Оскорбленный этим Леветцов, сообщив о результате голосования, заявил, что слагает с себя полномочия президента и при громких рукоплесканиях правой вышел из залы.
В 1898 году переизбран в рейхстаг, где оставался видным руководителем консервативной партии. На выборах 1903 года не выступал.
Альберт Эрдманн Карл Герхард фон Леветцов умер 12 августа 1903 года в родном городе.